# Goemon: Shin Sedai Shūmei!
Goemon: Shin Sedai Shūmei! (ゴエモン 新世代襲名!) est un jeu vidéo d'action développé par Now Production et édité par Konami, sorti en 2001 sur PlayStation.
Il a été adapté en 2002 sur Game Boy Advance sous le titre Goemon: New Age Shutsudō! (ゴエモン　ニューエイジ出動!).
Les deux versions font partie de la série Ganbare Goemon et ne sont sorties qu'au Japon.